# Arsia Chasmata
Arsia Chasmata és una estructura geològica del tipus chasma a la superfície de Mart, situada amb el sistema de coordenades planetocèntriques a -6.67 ° de latitud N i 241.37 ° de longitud E. Fa 97.06 km de diàmetre. El nom va ser fet oficial per la UAI l'any 1991 i pren el nom d'una característica d'albedo.